# Svalbard Kirke
Svalbard Kirke er en kirke i Longyearbyen på øgruppen Svalbard, Norge. Den er verdens nordligste kirke. Kirken er åben alle døgnets 24 timer og bruges både af protestanter og katolikker.
Kirken er en langkirke med 140 pladser. I 1956 blev grundstenen for den nye kirke lagt, og indviet den 24. august 1958 af biskop Alf Wiig. Den blev renoveret i 2004. Kirken består af kapel, forsamlingssal og bolig, og er opført af bindingsværk, tækket med eternit.
Kirken er underlagt Den norske kirke, men er Norges eneste kirke som er underlagt administrative og budgetmæssige forpligtigelser under det norske justitsministerium. Den er en del af Nord-Hålogaland Stift. Forvaltningen af Svalbard Kirke blev i 1977 overtaget af statens Bygningsstyrelsen (Statsbygg i dag). Efter renoveringen i 2004 blev kirken tilsluttet Longyear Energiverk.
Svalbard præstegæld indgår i Tromsø domprosti, som tilhører Nord-Hålogaland Stift. Dee er tre ansatte: sognepræst, kateket og husholdsbestyrer. Virksomheden i regi af Den norske kirke finansieres over Svalbard-budgettet. Sognepræsten er ansvarlig for at forvalte den del af budgettet som går til kirkens virksomhed. 
Præst og kateket udfører kirkelige handlinger som gudstjenester, dåb, konfirmation, vielser, sjælesorg og andre kirkelige tjenester. Desuden drives barne- og ungdomsarbejde. I tillæg til den norske bosætning i Longyearbyen og Ny-Ålesund, befolkningen i Barentsburg og den polske befolkning i Hornsund, besøger  kirken også indbyggerne i Sveagruva, fangstmænd og andre som overvintrer på Svalbard. Kirken samarbejder med den russisk-ortodokse kirke og den katolske kirke i Norge når det gælder betjening af de russiske og polske bosætninger.
Biskoppen i Nord-Hålogaland har tilsyn med kirkens virksomhed. Antagelsen af de kirkelig ansatte sker ved Nord-Hålogaland bispedømmeråd, som også har arbejdsgiveransvaret. Siden norsk lov ikke gælder på Svalbard, gælder heller ikke kirkeloven. Der er ikke et menighedsråd på Svalbard, men der er valgt et kirkeråd som er et slags husstyre for kirken og et samarbejdsorgan for sognepræsten. Sognepræsten er tillagt hele den kirkelige ledelse på Svalbard.
Svalbard Kirkeråd vælges på samme vis som et almindeligt  menighedssråd og har samme funktion bortset fra at det ikke kan bestemme noget. Det er sognepræsten, som har det sidte ord.

## Historie
Den tidligere kirke ”Vår frelsers kirke”, blev indviet den 28. august 1921.
Krigen kom til Svalbard i 1941, og Svalbard blev evakueret. Den daværende præst, Just Phillip Christian Kruse, nåede  at få kirkens altersølv, dåbsfad, dåbskande og kirkens bøger med til England. Tingene er i dag på plads i den nye Svalbard Kirke. 
Den 8. september 1943 blev Longyearbyen angrebet af to tyske slagskibe. Hele byen nedbrændte inklusive kirken. 
2020 arbejdede Statsbygg med rehabiliteringen af Svalbard kirke. Som de fleste andre bygninger på Svalbard er kirken pælet ned i permafrosten. Med den højere temperatur var syv af træpælene rådnet og hele bygningen måtte fundamenteres på ny.
- Svalbards første kirke
- Svalbard kirke
- Svalbard kirke
- Svalbard kirke